# カルパチアの城
『カルパチアの城』（カルパチアのしろ、原題：仏: Le Château des Carpathes ）は、1892年に刊行されたジュール・ヴェルヌの怪奇小説、ゴシック小説。

## 概要
トランシルヴァニアを舞台にしており、徐々に読者を怪奇の渦に巻き込んでいく筋立ては、老練なヴェルヌの真骨頂とも言える。登場人物の恋愛に関しては他の作品とは異なり、詳しく描かれる。

## あらすじ
トランシルヴァニアの奥深い山奥にあるカルパチアの城は、かつて領主の末裔だったゴルツ男爵が行方をくらませてから荒れ果てていた。ある日、煙が出ているのを見かけた村人の証言を元に、林務官のニック・デックは医師のパタクと共に城を訪れるが、彼らの行方に障害が立ちはだかる。

## 登場人物
- ニック・デック (Nic Deck) - 林務官
- パタク医師 (Patak, médecin de Werst ) - 元看護士の医師
- フランツ・デ・テレク伯爵 (Franz de Télek) - 32歳
- ロッコ (Rotzko) - 40歳の兵士
- ラ・スティラ (La Stilla) - 25歳のイタリアの歌手
- ルドルフ・デ・ゴルツ男爵 (Rodolphe de Gortz) - 50代の城の所有者
- オルファニク (Orfanik)  - 学者
- ミリオッタ・コルツ (Miriota Koltz) - 20歳でマイトレの娘
- マイトレ・コルツ (Maître Koltz) - 50代と思しき村長

## 日本語訳
- 『カルパチアの城』塩谷太郎（抄訳）、偕成社、1968年 - 児童出版
- 『カルパチアの城』安東次男（訳）、「全集6」集英社、1968年／集英社文庫、1993年
- 『カルパチアの城』安東次男（抄訳）、新宿書房、1990年 - 『羊の物語』に第一章のみ収録。
- 『カルパチアの城』新島進（完訳）、ヴェルヌ〈驚異の旅〉コレクションⅤ：インスクリプト、2015年。他にヴィルヘルム・シュトーリッツの秘密